# 虛空之盒與零之麻理亞
《虛空之盒與零之麻理亞》（空ろの箱と零のマリア），是日本作家御影瑛路創作的輕小說，由415負責繪製插畫（2卷時更名為鉄雄）。已完結。

## 概要
3月，在這半吊子的時期來了一名轉校生——音無彩矢。在被她的美所震撼的教室中，她僅是在講台上冷淡地說出了自己的名字。整個教室都期待她的下一句話，此時——「星野一輝」——不知她為叫了我的名字。「我是為了摧毀你才在此的。」

## 登場人物

### 主要角色
星野 一輝（Kazuki Hoshino）
1年6班的學生。二年級時就讀2年3班。
最喜歡的食物是玉米棒（最喜歡玉米濃湯口味、不怎麼喜歡照燒漢堡口味）。
認為日常生活十分重要，對其的細微變化很敏感。
因為拒絕「0」的盒子，而讓「0」很感興趣
被心音、醍哉稱為阿一，陽明稱為阿星，麻理亞稱為一輝。
茂木霞的愛慕對象，在「拒絕的教室」的輪迴中產生了對茂木霞的愛意。但回到正常生活後卻對這份愛慕沒有感覺。
初戀情人為國中時好友的戀人：柳奈奈
音無 麻理亞（Maria Otonashi）
在「拒絕的教室」中，以「音無 彩矢」的身份，於3月2日轉校至一輝班上的學生。
意志堅強，能在「拒絕的教室」輪迴27756次依舊能維持自己要「摧毀盒子」的目的。並在這些輪迴中習得許多的技能、才藝。
原本認為一輝是「拒絕的教室」的擁有者，第一集前半是反派的角色（對於一輝）
擁有盒子「不完全的幸福」，自稱自己是盒子的創造品。
年紀比一輝小一年，在一輝升讀高二時入讀高一。因為以所有科目為滿分的優秀成績入學加上美麗的外貌以及開學儀式的舉動，成了全校幾乎無所不知的名人。甚至被稱為「全校的三大超人」之一。

### 一輝的同班同學
桐野 心音（Kokone Kirino）
一輝的同學，是醍哉從幼稚園起就認識的青梅竹馬。
開朗，善於交際的女生。胸部很大
被醍哉稱為小桐，一輝、陽明稱為心音，霞稱為心心。
大嶺 醍哉（Daiya Oomine）
一輝的朋友，是心音從幼稚園起就認識的青梅竹馬。
很聰明，但嘴巴很惡毒。最高分入學的紀錄一年後便被麻理亞打破。
被心音、一輝稱為醍哉，陽明稱為阿醍。
臼井 陽明（Haruaki Usui）
一輝的朋友，棒球隊員。
願意為朋友兩肋插刀，有義氣的開朗男子。
在「拒絕的教室」的最後，被「0」給附身。
醍哉、一輝稱為陽明，心音稱為阿陽。
茂木 霞（Kasumi Mogi）
一輝的同學，心音的好友。喜歡一輝。
於3月3日發生交通意外瀕死，當時「0」出現，把「盒子」交給她，造成「拒絕的教室」。
在「拒絕的教室」中慢慢喪失人類應有的感情，變得目無表情。
在解決「拒絕的教室」後，於交通意外奇蹟生還。
宮崎 龍（Ryu Miyazaki）（2卷登場）
一輝二年級時的同學，班上的班長，資優生。
淺海莉子的哥哥，幫助淺海莉子完成「泥沼的一週」
父母離婚後，因為妹妹的求救而殺了母親和母親的男友。

### 其他學生
淺海 莉子（Riko Asami）（2卷登場）
麻理亞的同級生。愛慕麻理亞，為廣大麻里亞粉絲之一。
盒子「泥沼的一週」的擁有者，目的是取代星野一輝。
原本認為家庭幸福美滿，但後來發現一切只是謊言。父母離婚後被暴力相待，因此會小聲碎念的詛咒別人。
宮崎龍的妹妹。
新藤 色葉（Iroha Shindo）（3卷登場）
三年級，學生會長。成績優秀，田徑社的王牌，擁有過人的專注力，學校的「三大超人」之一。
盒子「怠惰的遊戲」－「罷免王國的國家」的參賽者，第三場比賽的玩家。
柳悠里的好友，就算喜歡的人被悠里搶去也依舊跟悠里當好友，四卷裡跟柳悠里自白。
柳 悠里（Yuri Yanagi）（3卷登場）
三年級，全學年第一名。
盒子「怠惰的遊戲」－「罷免王國的國家」的參賽者，第二場比賽的玩家。
擁有厲害的演技，能騙過其他人。為了在遊戲獲勝能做出任何事。
四卷裡跟新藤色葉自白。
神內 昂大（Koudai Kamiuchi）（3卷登場）
一年級生，用輕浮的「外表」來隱藏深不可測的「內在」
盒子「怠惰的遊戲」－「罷免王國的國家」的擁有者，最後死亡。
跟醍哉是同所國中。

### 其他
O
「可以實行任何願望的盒子」的頒布者。聲音不像男也不像女，容貌不一，似乎跟每個人都相似但卻又跟每個人都不同。
對人類都很感興趣，但是對拒絕「盒子」的一輝特別感興趣。一、二集中，分別假扮成臼井陽明和淺海莉子來就近觀察一輝
星野 流香
一輝的姊姊。在家裡喜歡只穿內衣到處亂晃。
在第二集中，被拿來威脅一輝。
石原 雄平
柳 奈奈
一輝國中時的同學，統司的戀人。麻煩製造者，經常作出奇特行為，被班上的女生取名作「古子（古怪的孩子）」。十份害怕寂寞，對統司有著過度的依賴。
與統司分手後打算依賴一輝，但令其的忍耐到極限。在被一輝破口大罵後，與統司一同失蹤。
生島 統司
一輝國中時的好友，奈奈的戀人。好奇心旺盛，因奈奈的古怪行為而產生興趣，然後告白。
被奈奈過度依賴，其後因忍耐不到而分手。其後與奈奈一同失蹤。

## 用語
盒子
能完全實現擁有者所想的。包括認為願望的不可能實現也完全實現出來，令情況未必如擁有者所想的。
麻理亞把分為「內側型」與「外側型」及等級1~10的差別。以盒子對外界與人們的干擾以及擁有者發揮此盒子的情況決定。
拒絕的教室
擁有者為「茂木霞」。
由於跟一輝告白的回覆為「請給我一天的時間」，結果在隔天的上學途中發生幾乎致死的車禍，因而產生「回到3月2日」的願望所誕生的盒子。
不斷在3月2日早上至3日早上循環。除了擁有者外，也會在回到2日時失去2日至3日期間的記憶。有著無法發現擁有者出現人格上的變化的特性。
麻理亞評定為內側型等級9。
不完全的幸福
擁有者為「音無麻理亞」。
因「想要實現他人願望」的願望而誕生的盒子。和盒子一樣能實現他人的願望。
使用盒子的後遺症為會喪失使用者的記憶。
可讓人看見她體內的盒子。據一輝表示是，在一個純白的空間，全部的人都在歡笑，卻只有一人在哭泣。（麻理亞只給一輝一人看過）
泥沼裡的一週
擁有者為「淺海莉子」。
因「取代星野一輝」的願望而誕生的盒子。
從4月29日～5月5日這段時間，一天一天奪取一輝的時間，到最後取代一輝。
麻理亞評定為外側型等級4。
怠惰的遊戲（罷免國王的國家）
擁有者為「神內大昂」
為了無聊解悶所製作，「外側型」、「等級五」的盒子。
參賽者有六人：「大領醍哉」、「星野一輝」、「音無麻理亞」、「柳悠里」、「新藤色葉」、「神內大昂」。
每場遊戲只有一名玩家，其餘都是模仿其他人性格的NPC。每場遊戲的職業都不同，只要達到獲勝條件便可勝利。
國王（職業）
暗殺了前任國王篡位，不斷侵略他國的國王。因為疑心病重，企圖謀殺對自己的王座有威脅的人。沒發現因為自己的疑心病而失去了別人對自己的忠誠。雖然會委託部下「謀殺」，但害怕部下對自己產生敵意而無法強制。無法相信他人統治的國家，恐怕不會有光明的未來吧。
能力（國王）
「謀殺」：可選擇想殺害的對象，委託「魔法師」或「騎士」來執行，也可以不選。
「交換」：可以跟「替身」交換一天，從「暗殺」對象中脫逃。如果在「交換」當天被選為暗殺對象的話，「替身」會代替「國王」死亡。
「勝利條件」：保住王位（排除威脅王位的「王子」和「革命家」）。
王子（職業）
野心家。雖然王位繼承順位曾為第三，但利用國王的猜疑心使其他王子被殺，現在是國家第一順位繼承者。堤防著不讓自己變成被猜疑的對象，會反魔法。如果讓他登上王位的話，這裡想必會變成比以前更加獨裁的國家吧。
能力（王子）
「反魔法」：不會遭魔法的攻擊殺害。
「勝利條件」：成為國王（排除「國王」、「替身」、「革命家」）。
替身（職業）
原本是農夫，尊敬著「國王」，和「國王」有著出如一轍的外表。雖然沒有野心，但唯獨不想讓一直瞧不起自己的王子登上王位。沒有理想的他成為國王的話，國家馬上會崩壞吧。
能力（替身）
「繼承」：當「國王」死亡時，或執行「交換」時，可以使用「謀殺」。
「勝利條件」：想要殺自己的人死亡（「王子」、「革命家」死亡）。
魔法師（職業）
效力於「國王」的部下。教導「王子」魔法，和「王子」感情很好。只要可以進行自己的魔法研究就沒有不滿，對王位沒有興趣。不管在魔法上多有成就，封閉自己的人誰也看不出他的價值。
能力（魔法師）
「魔法」：可以決定是否真的要殺害被選為「謀殺」的角色，執行對象的角色會被燒死。
「勝利條件」：存活。
騎士（職業）
效力於【國王】的部下。雖然效力於【國王】，但因為故鄉的國家遭到侵略消滅，所以策劃著向王室復仇。堅信自己只有殲滅王族之時才能得到幸福。當然，沉溺於負面情感的人只會一味地墜入不幸的黑暗中。
能力（騎士）
「斬殺」：可以決定是否要殺害被選為【謀殺】對象的角色。只有在【魔法師】死亡的時候才能執行。執行對象的角色會遭斬首而死。
「勝利條件」：完成復仇（【國王】、【王子】死亡）
革命家（職業）
【國王】的左右手。因為很有能力，所以領悟到這樣下去的話國家將會滅亡，有自己來治理國家的覺悟。因暗殺而累積仇恨的支配者是不可能治理國家的。頂多自己也會被暗殺。
能力（革命家）
「暗殺」：可以【暗殺】指定的角色，也可以不選。執行對象的角色會被勒死。
「勝利條件」：成為國王（殺害【國王】、【王子】、【騎士】）

## 輕小說
| 日版標題 | 中文版標題            | ISBN（日本）           | 發售日        | ISBN（台灣）           | 發售日         | ISBN（中国大陆）       | 發售日        |
| -------- | --------------------- | ---------------------- | ------------- | ---------------------- | -------------- | ---------------------- | ------------- |
| 1        | 虛空之盒與零之麻理亞1 | ISBN 978-4-04-867461-4 | 2009年1月10日 | ISBN 978-986-287-132-4 | 2011年5月11日  | ISBN 978-7-5356-5709-1 | 2012年11月5日 |
| 2        | 虛空之盒與零之麻理亞2 | ISBN 978-4-04-868012-7 | 2009年9月10日 | ISBN 978-986-287-237-6 | 2011年7月22日  | ISBN 978-7-5356-5922-4 | 2013年1月20日 |
| 3        | 虛空之盒與零之麻理亞3 | ISBN 978-4-04-868275-6 | 2010年1月10日 | ISBN 978-986-287-286-4 | 2011年8月27日  | ISBN 978-7-5356-6186-9 | 2013年5月5日  |
| 4        | 虛空之盒與零之麻理亞4 | ISBN 978-4-04-868595-5 | 2010年6月10日 | ISBN 978-986-287-434-9 | 2011年11月17日 | ISBN 978-7-5356-6284-2 | 2013年7月20日 |
| 5        | 虛空之盒與零之麻理亞5 | ISBN 978-4-04-886733-7 | 2012年7月10日 | ISBN 978-986-325-409-6 | 2013年6月15日  | ISBN 978-7-5356-6697-0 | 2014年1月5日  |
| 6        | 虛空之盒與零之麻理亞6 | ISBN 978-4-04-891251-8 | 2013年1月10日 | ISBN 978-986-325-647-2 | 2013年12月7日  | ISBN 978-7-5442-9039-5 | 2017年8月     |
| 7        | 虛空之盒與零之麻理亞7 | ISBN 978-4-04-865193-6 | 2015年6月10日 | ISBN 978-986-473-006-3 | 2016年3月18日  |                        |               |